# Нитехвостая ласточка
Нитехво́стая или ни́тчатая ла́сточка (лат. Hirundo smithii) — вид воробьиных птиц из семейства ласточковых (Hirundinidae). Небольшие перелётные птицы мельче воробья, обитающие на обрывистых берегах рек и других водоёмов.

## Этимология
Научное название вида было дано в честь норвежского ботаника и геолога Кристена Смита. Русское название птица получила из-за удлинённых перьев хвоста, похожих на нити.

## Описание

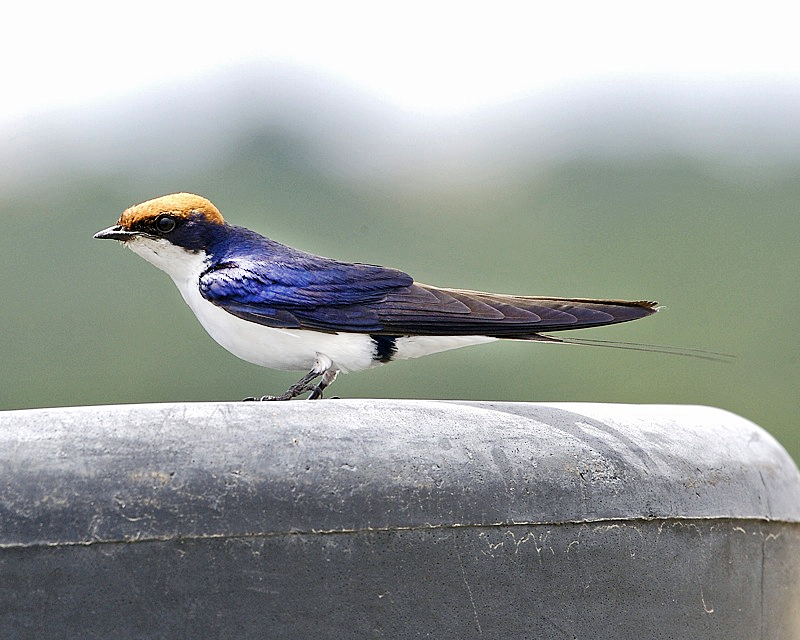
Подвид с жёлтой «шапочкой» на голове

### Внешний вид
Нитехвостая ласточка — это небольшая птица со стройным, обтекаемым туловищем, длинными, узкими крыльями и коротким хвостом. Длина туловища составляет 14—21 см, длина крыла — 113—124 мм у самцов и 108—124 мм у самок. Масса — 9—17 г. Хвост, в отличие от других видов ласточек, не выемчатый, а прямой. Его длина около 4 см. Крайние рулевые перья удлинены и похожи на нити. Ширина этих перьев около 1 мм, а вот длина зависит от пола: у самок они такие же как и остальные перья хвоста, либо чуть длиннее, а у самцов — в два раза и более превосходят длину хвоста. По этому характе́рному признаку можно легко отличить самца от самки. Крылья длинные, в сложенном виде закрывают хвост, и узкие, что позволяют птице летать быстро и манёвренно. Лапы короткие и слабые.
Туловище снизу чисто-белое, сверху чёрное с синими и фиолетовыми переливами. Кроющие перья на нижней части крыла белые, на верхней — чёрные. Маховые перья чёрные. Подхвостье белое, надхвостье чёрное. Верхняя часть головы от клюва до затылка жёлтая, рыжая или коричневая. Клюв чёрный. Лапы серые.

### Голос
Песней и голосом нитевидная ласточка похожа на деревенскую, но она крикливее и её пение более разнообразное. Словами звуки, издаваемые птицей, можно передать как «чиквить-чиквить» и «чит-чит».

## Размножение

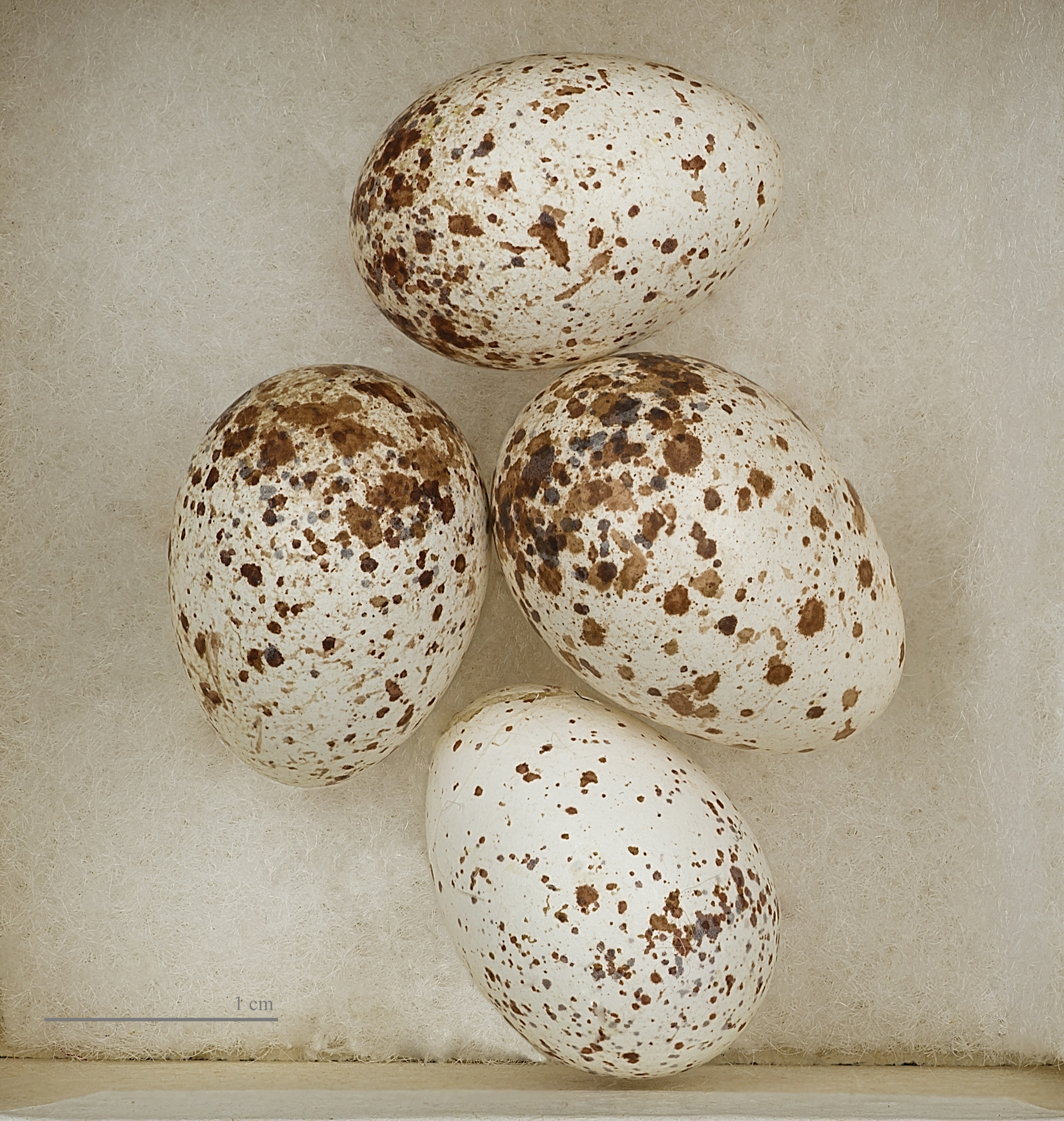
Яйца

Нитевидная ласточка гнездится на скалах, обрывах, по берегам рек, а также на искусственных сооружениях, например, под мостами. Пара ласточек строит гнездо в виде чаши. В качестве строительного материала используется грязь, которую ласточка скрепляет с помощью слюны. В конструкцию гнезда для прочности могут вплетаться травинки. Форма гнезда похожа на выстроенное деревенской, но с более тонкими стенками. Выстилка в гнезде появляется ещё до завершения строительства. Она состоит из двух слоёв: нижний составляют травинки, а верхний — пух, перья, шерсть, вата, и некоторые другие материалы, которые птица посчитает подходящими. За лето бывает две кладки. Каждая состоит из 3—4 яиц. Скорлупа белая с многочисленными коричневыми крапинками, скапливающимися у тупого конца. Длина яйца составляет 17,0—20,2 мм, ширина — 12,4—14,3 мм.

## Питание
Как и все ласточки, является насекомоядной птицей. Корм собирает на лету, также на лету пьёт воду. Рацион питания составляют различные виды насекомых, в том числе жуки, перепончатокрылые и равнокрылые, и паукообразных.

## Распространение
Обитает в Африке и Азии. Некоторые популяции оседлые, другие же — перелётные. На гнездовку прилетают на территории таких стран как Узбекистан, Афганистан, Вьетнам. В странах с тёплой зимой во время гнездования птицы совершают близкие миграции.